# Pavel Halouska
Pavel Halouska (* 23. května 1995 Brno) je český fotbalový brankář. Od jara 2019 opět hájí branku A-mužstva Zbrojovky Brno.

## Hráčská kariéra
Začínal v TJ Maloměřická cementárna a vápenice (MCV) Brno, od roku 2004 je hráčem Zbrojovky Brno, kde chytal v první i druhé lize. Ve druhé lize hostoval ve Znojmě a Prostějově. Na střídavý start působil také ve Spartě Brno.

### Ligová bilance
| Ročník                  | Zápasy | Góly | Minuty | Nuly | Klub              |
| ----------------------- | ------ | ---- | ------ | ---- | ----------------- |
| MSFL 2015/16            | 8      | 0    | 720    | 3    | SK Líšeň          |
| II. liga 2016/17        | 6      | 0    | 540    | 2    | 1. SC Znojmo FK   |
| II. liga 2016/17        | 13     | 0    | 1 064  | 2    | 1. SK Prostějov   |
| I. liga 2017/18         | 4      | 0    | 296    | 0    | FC Zbrojovka Brno |
| II. liga 2018/19        | 8      | 0    | 720    | 3    | FC Zbrojovka Brno |
| CELKEM I. LIGA          | 4      | 0    | 296    | 0    |                   |
| CELKEM II. LIGA         | 27     | 0    | 2 324  | 7    |                   |
| CELKEM III. LIGA – MSFL | 8      | 0    | 720    | 3    |                   |